# Монте Мелино (Перуђа)
Монте Мелино је насеље у Италији у округу Перуђа, региону Умбрија.
Према процени из 2011. у насељу је живело 20 становника. Насеље се налази на надморској висини од 312 м.